# Sattlershöhe
Sattlershöhe ist ein Ort der Gemeinde Marienheide im Oberbergischen Kreis in Nordrhein-Westfalen.

## Lage und Beschreibung
Sattlershöhe liegt im Westen von Marienheide an der Kreisstraße K 13. Nachbarorte sind Kempershöhe, Obergogarten Vorderscharde und Obersiemeringhausen. Im Nordosten des Ortes entspringt der in die Wipper mündende Obergogartener Bach.

## Geschichte
Im Jahr 1715 zeigt die Topographia Ducatus Montani vier Höfe und benennt diese mit „Höh“. Ab der topografische Karte (Preußische Neuaufnahme) von 1894 bis 1896 lautet die Ortsbezeichnung „Sattlershöhe“.

## Busverbindungen
Über die im Nachbarort Kempershöhe gelegene Haltestelle der Linie 399 (VRS/OVAG) ist Sattlershöhe an den öffentlichen Personennahverkehr angebunden.